# Nachal Cavoa
Nachal Cavoa (hebrejsky נחל צבוע) je vádí v jižním Izraeli, v centrální části Negevské pouště.
Začíná v nadmořské výšce necelých 500 metrů u hory Har Cavoa. Směřuje pak k jihozápadu skrz pouštní náhorní planinu obklopenou kopcovitými pásy. Podchází lokální silnici číslo 224 a ústí zprava do vádí Nachal Revivim.